# Orbiting Astronomical Observatory
Programme des Grands Observatoires
Orbiting Astronomical Observatory (OAO) est un programme de la NASA regroupant quatre télescopes spatiaux mis en orbite entre 1966 et 1972. Ils ont permis d'effectuer les premières observations en haute résolution de nombreux objets dans le domaine de l'ultraviolet.
Bien que deux missions OAO échouèrent, le succès des deux autres fit prendre conscience à la communauté astronomique des avantages des observatoires spatiaux, et mena quelques années plus tard au développement du télescope spatial Hubble.

## Contexte
Dans les années 1950 alors que la conception du premier lanceur américain, le programme Vanguard, débute, un télégramme est adressé à la communauté scientifique pour effectuer un recensement des applications scientifiques pouvant être embarquées sur un satellite de petite taille. Quatre des réponses, émanant des docteurs Code (en), Goldberg, Spitzer et Whipple, suggèrent d'utiliser ces satellites pour effectuer des observations astronomiques, mais la masse des instruments envisagés nécessite un lanceur plus puissant que la fusée en cours de développement. Aussi, en dehors de quelques travaux réalisés au sein de l'université de Princeton avec l'appui de l'Armée de l'Air américaine, la démarche reste sans suite jusqu'à la création de l'agence spatiale américaine, la NASA, fin 1958. À cette époque, il apparait évident que l'astronomie pourrait tirer de grands bénéfices d'instruments placés en orbite et donc au-dessus de l'atmosphère terrestre.
Les quatre scientifiques ayant répondu à l'appel à propositions sont invités début 1959 à discuter avec les responsables de la NASA du futur programme spatial. Il apparait rapidement qu'un satellite astronomique nécessite de disposer d'un système de contrôle d'attitude très sophistiqué nécessitant des avancées importantes par rapport à l'état de l'art. La préférence est donnée à un satellite unique emportant l'ensemble des instruments permettant de répondre aux différents besoins plutôt que plusieurs satellites emportant chacun un instrument dédié. À cette époque, la NASA étudie le développement d'un lanceur baptisé Vega d'un diamètre de 3 mètres capable de placer en orbite un télescope spatial d'un mètre de diamètre. Cette taille d'instrument est donc initialement retenue pour le programme spatial consacré à l'astronomie. En étudiant de manière plus approfondie le sujet, les ingénieurs se rendent que les contraintes thermiques pour un observatoire solaire et un télescope destiné à observer des étoiles sont difficiles voire impossibles à concilier dans un seul satellite. Il est donc décidé de consacrer un satellite séparé aux observations du Soleil. Le programme Orbiting Astronomical Observatory est alors mis sur pied avec l'objectif de placer en orbite les trois expériences astronomiques restantes ainsi qu'un télescope de 3 mètres de diamètre proposé par le docteur Kupperien du centre de vol spatial Goddard. Les instruments proposés par Code et WHipple sont de petite taille, aussi est-il décidé de les installer sur le même satellite à chaque extrémité de celui-ci. Ces instruments sont ceux qui ont volé à bord d'OAO 1 et d'OAO 2. Le projet rencontre plusieurs problèmes. L'annulation du développement du lanceur Vega impose d'adapter les satellites à la fusée Atlas qui le remplace. La mise au point des viseurs d'étoiles et plus généralement du système de contrôle d'attitude adapté aux besoins astronomiques s'avère plus difficile que prévu 10 ans avant le lancement du premier satellite opérationnel OAO-2.

## OAO-1
Le premier télescope OAO fut lancé avec succès le 8 avril 1966, avec des instruments de détection de rayonnements ultraviolet, X et gamma. Cependant, avant même que les instruments ne puissent être activés, une panne de courant met fin à la mission au bout de trois jours.

## OAO-2
OAO-2, surnommé Stargazer, fut lancé le 7 décembre 1968. À son bord, un couplage de 11 télescopes ultraviolet. Le satellite, en service jusqu'en janvier 1973, contribua à de nombreuses découvertes astronomiques. Parmi celles-ci, on peut citer la découverte que les comètes sont entourées d'énormes halos d'hydrogène, de plusieurs centaines de milliers de kilomètres de diamètre, et l'observation de nova qui a révélé que leur luminosité UV augmentait souvent pendant la baisse de leur luminosité optique.

## OAO-B
OAO-B était pourvu d'un télescope UV de 96 centimètres de diamètre, et aurait dû fournir les spectres d'objets peu lumineux. Malheureusement, le 3 novembre 1970, jour de son lancement, la coiffe du lanceur ne s'ouvre pas. Le télescope et son lanceur retombent dans l'atmosphère terrestre, ce qui met fin à la mission.

## OAO-3 (Copernicus)
OAO-3 fut lancé le 21 août 1972 et resta en service durant plus de neuf ans, jusqu'en février 1981. Cette mission fut un succès, le plus important du programme OAO. Copernicus retourna des spectres de haute résolution de centaines d'étoiles.

### Sources
Présentation à la presse des missions
- (en) NASA, Press Kit OAO C, NASA, 17 aout 1972, 34 p. (lire en ligne)Présentation à la presse du satellite Copernicus (OAO-3

Résultats
- (en) NASA, The scientific results from the Orbiting Astronomical Observatory OAO-2, NASA, 24 aout 1971, 602 p. (lire en ligne)Résultats scientifiques de la mission OAO-2

Divers
- Code A.D., Houck T.E., McNall J.F., Bless R.C., Lillie C.F. (1970), Ultraviolet Photometry from the Orbiting Astronomical Observatory. I. Instrumentation and Operation, Astrophysical Journal, v. 161, p. 377.
- Rogerson J.B., Spitzer L., Drake J.F., Dressler K., Jenkins E.B., Morton D.C. (1973), Spectrophotometric Results from the Copernicus Satellite. I. Instrumentation and Performance, Astrophysical Journal, v. 181, p. L97.
- NSSDC Master Catalog : OAO-1, OAO-2, OAO-B, OAO-3.
- (en) Paul B. Davenport, The attitude determination system for the orbiting astronomical  observatory, NASA, septembre 1969, 11 p. (lire en ligne)Le contrôle d'attitude des satellites OAO
- (en) NASA, Final OAO C Copernicus operations report, NASA, septembre 1981, 54 p. (lire en ligne)Rapport final sur le fonctionnement de l'observatoire Copernicus